# Cokin
Cokin sasu (Société par Actions Simplifiée Unipersonnelle) è un'azienda francese, con sede sociale a Rungis nel dipartimento della Val-de-Marne, che produce materiale fotografico ed ottico. È leader mondiale nella produzione di filtri rettangolari ed è molto nota per avere inventato il "Creative Filter System" ossia un sistema adattabile per porta-filtri a lastra. Il suo nome viene infatti generalmente associato a questa tipologia di porta-filtri.

## Storia

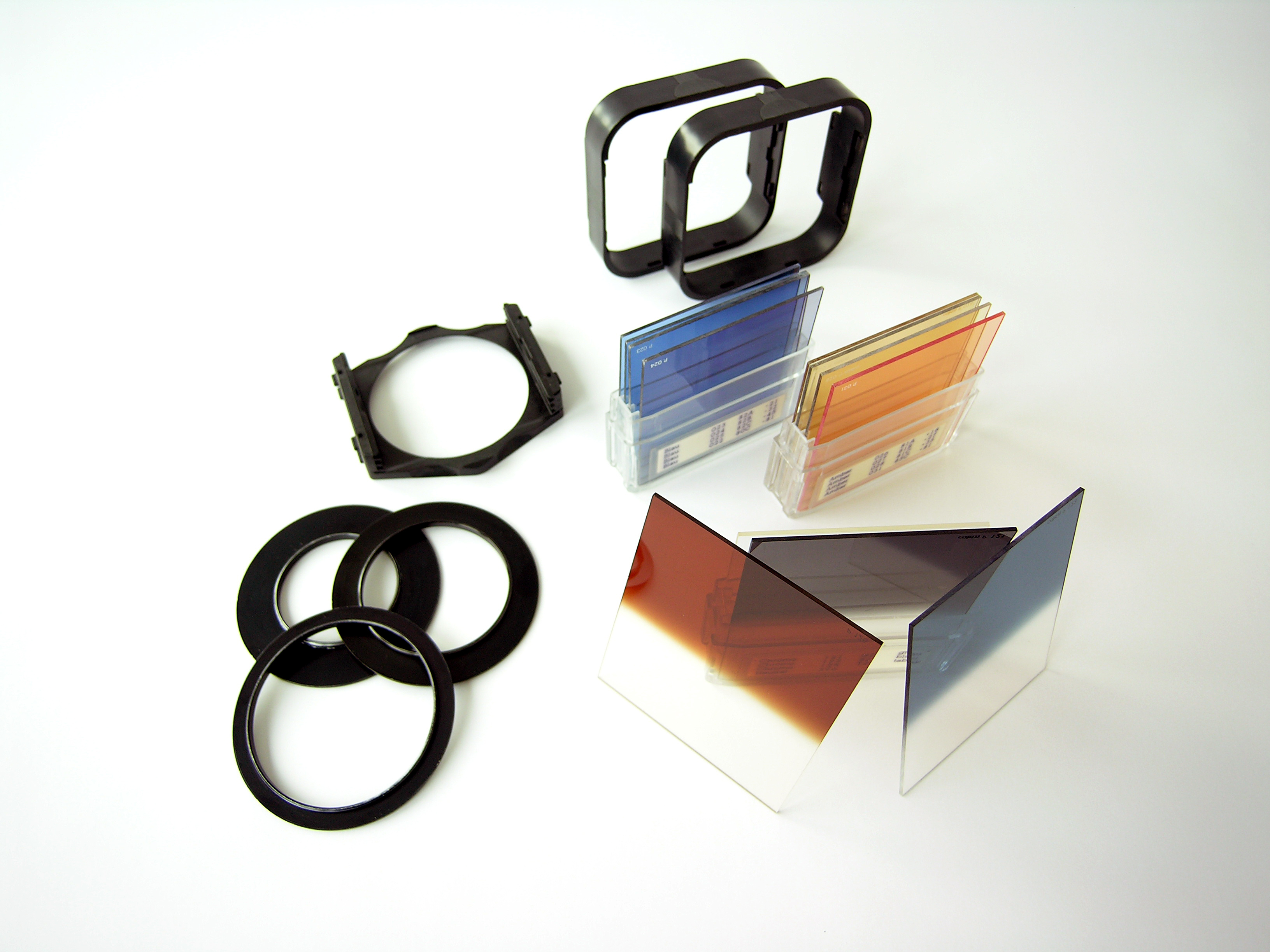
Cokin-Filtersystem 01 08

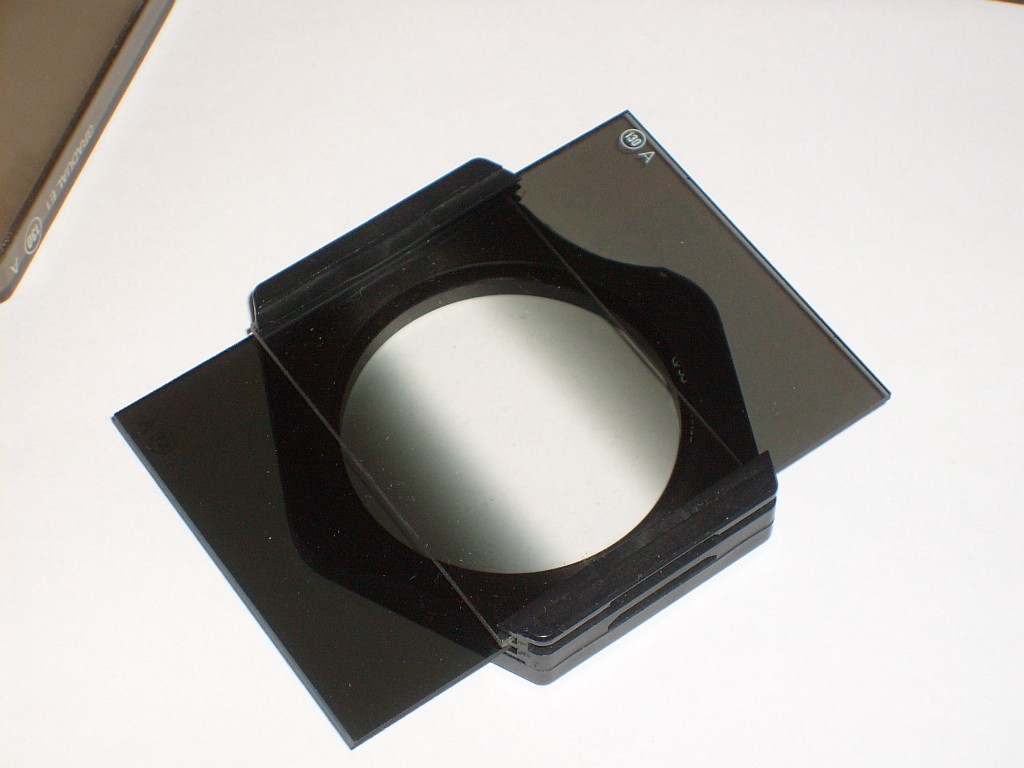
Cokin S7301732

L'azienda fu fondata nel 1978 dal fotografo francese Jean Coquin che inventò ed introdusse sul mercato il "Creative Filter System".
Nel 2010, dopo alcuni anni di difficile amministrazione, Cokin è stata acquistata dal gruppo giapponese Kenko-Tokina Co. Ltd. che ha preso in comando gli aspetti di gestione economica pur lasciando la progettazione e la produzione dei filtri nella sede originaria francese.

## Produzione

### Filtri a lastra e portafiltri
Cokin vanta un'ampia produzione di filtri a lastra da loro classificati nelle seguenti categorie:
- Filtri a densità neutra;
- Filtri colorati per la fotografia in bianco e nero;
- Filtri colorati digradanti;
- Filtri colorati per la fotografia a colori;
- Filtri colorati per la correzione colore;
- Filtri polarizzatori;
- Filtri center spot;
- Filtri effetti speciali.

All'interno del "Creative Filter System" ogni filtro a lastra è disponibile in diverse misure da associare a quattro tipologie di porta-filtri differenti. Le differenze risiedono nelle dimensioni e in alcuni parametri qualitativi di produzione. Cokin li classifica in:
- Serie A (conosciuta anche come Snap: dimensione filtri 67mm, dimensione degli anelli adattatori da 36mm a 62mm. Serie pensata per le fotocamere mirrorless, il vantaggio è il basso costo.
- Serie P: dimensione filtri 84mm, dimensione massima anelli adattatori disponibili da 48mm a 82mm. Costituisce l'offerta standard dell'azienda, i vantaggi sono nell'ampia scelta disponibile di filtri e nella leggerezza del sistema.
- Serie Z-PRO: dimensione filtri 100mm, dimensione massima anelli adattatori disponibili da 49mm a 96mm. I vantaggi risiedono nell'assenza di vignettatura anche con parecchi filtri sovrapposti e nella reversibilità dei filtri.
- Serie X-PRO: dimensione filtri 130mm, dimensione massima anelli adattatori disponibili da 62mm a 112mm. Presentano i vantaggi della serie Z-PRO, una migliore qualità costruttiva, qualche miglioria meccanica nel bloccaggio dei filtri e una costruzione dei filtri qualitativamente migliore.

### Filtri a vite
Oltre ai filtri a lastra, Cokin produce anche filtri a vite supersottili in una serie che ha denominato "Pure Harmony". In questa serie sono presenti filtri UV, filtri polarizzatori circolari e polarizzatori a densità variabile.

## Varie
- Il materiale con cui viene costruita la maggior parte dei filtri Cokin è il CR39[5] conosciuto anche come vetro organico.
- In Inghilterra, Cokin è distributrice per[6]: Tamron, Tamrac, Phottix, Metz, Slik, Velbon, Lenspen e Steiner.
- In Italia Cokin viene distribuita da Fowa:[7].